# Брузино (Тренто)
Брузино је насеље у Италији у округу Тренто, региону Трентино-Јужни Тирол.
Према процени из 2011. у насељу је живело 272 становника. Насеље се налази на надморској висини од 540 м.